# Alexander Young (tenor)
Alexander Basil Young (18 de octubre de 1920 – 5 de marzo de 2000) fue un cantante de opera de nacionalidad británica. Con voz de tenor, tuvo una activa carrera artística desde finales de los años 1940 hasta principios de los 1970. Fue particularmente admirado por sus interpretaciones en óperas de George Frideric Handel, Wolfgang Amadeus Mozart y Gioachino Rossini, destacando su grabación en estudio de la ópera El pirata, de Vincenzo Bellini, que cantó con Maria Callas y Monica Sinclair en 1961.

## Biografía
Nacido en Londres, Inglaterra, estudió canto en la Guildhall School of Music and Drama de Londres. Durante su servicio militar entre 1939 y 1945, él trabajó brevemente en Nápoles con un profesor italiano. Después fue aceptado como estudiante en el Royal College of Music. Gracias a una beca, también siguió un curso de perfeccionamiento en Viena en 1948.
Alexander Young debutó como corista en la ópera de Glyndebourne, donde cantó su primer papel, el de Scaramuccio en Ariadna en Naxos, de Richard Strauss. Volvió a interpretar ese mismo papel en el Festival de Edimburgo en 1950 bajo la dirección de Thomas Beecham.
En 1953 creó para la BBC el papel de Charles Darnay en Romantic Melodrama in six scenes, de Arthur Benjamin, escrito a partir de Historia de dos ciudades, de Charles Dickens. También fue Philippe en A Dinner Engagement, de Lennox Berkeley (1954, Festival de Aldeburgh), Poprichin en The Diary of a Madman (de Humphrey Searle, 1960, Sadler's Wells), y Dionysus en The Bassarids (de Hans Werner Henze, 1968, BBC).
Su papel más célebre, el de Tom Rakewell en el estreno en el Reino Unido de la ópera de Igor Stravinsky El progreso del libertino, lo llevó a cabo en 1953. 
Desde 1955 a 1970 cantó con regularidad en la Royal Opera House, en Covent Garden, donde debutó reemplazando a Peter Pears en La novia vendida, bajo la dirección de Rafael Kubelik, además de trabajar en el Teatro de Sadler's Wells. Su gran repertorio incluía a autores como Claudio Monteverdi, Hans Werner Henze, Georg Friedrich Haendel o Igor Stravinsky, teniendo un lugar destacado entre ellos Wolfgang Amadeus Mozart y Gioachino Rossini.
De entre sus actuaciones en el Covent Garden destaca sobre todo sus actuaciones como Matteo (Arabella de Richard Strauss) y Lisandro (El sueño de una noche de verano, de Benjamin Britten), todos bajo la dirección de Sir Georg Solti.
En el Teatro Sadler's Wells cantó a Rossini (El conde Ory, El barbero de Sevilla), y también Orfeo y Eurídice (de Christoph Willibald Gluck), La fábula de Orfeo (de Claudio Monteverdi), El rapto en el serrallo (de Mozart), Sémele y Serse (de Haendel).
Con la Ópera Nacional Galesa y la Scottish Opera fue Cicéron en The Catiline Conspiracy, de Iain Hamilton (1974, Stirling).
Tras retirarse del teatro, fue director de estudios de canto del Royal Northern College of Music, en Manchester, entre 1973 y 1986. Alexander Young falleció en el año 2000, a los 79 años de edad.

## Discografía
- Alcestes, de Gluck: con Kirsten Flagstad, Raoul Jobin y Orquesta Geraint Jones Singers / dir. Geraint Jones. CD / Profil
- Patience, de Gilbert y Sullivan: con Trevor Anthony y el Coro del Festival de Glyndebourne y la Pro Arte Orchestra / dir. Sir Malcolm Sargent. CD / Classics for Pleasure
- La prohibición de amar, de Richard Wagner: con Raimund Herincx, April Cantelo, y los BBC Northern SO & Singers / dir. Sir Edward Downes. CD / Ponto
- La creación (en inglés), de Haydn, y la Missa in tempore belli : con Heather Harper, Robert Tear, John Shirley-Quirk y Pamela Bowden, con la English Chamber Orchestra y el Coro del King’s College / dir Sir David Willcocks. CD / Classics for Pleasure
- El Mesías, de Haendel: con Margaret Price, Yvonne Minton y Justino Diaz, con la Coral Amor Artis y la English Chamber Orchestra / Johannes, Somary. Vanguard 2 CD
- Salomón y Love in Bath, de Haendel: con John Cameron, Elsie Morison y Lois Marshall, con la Beecham Choral Society y la Royal Philharmonic Orchestra / dir. Sir Thomas Beecham. EMI Gemini 2 CD
- Réquiem, de Mozart: con Elsie Morison, Monica Sinclair y Marian Nowakoski, con el coro de la BBC, dir. Sir Thomas Beecham. Sony CD
- Salomón, de Haendel: con John Cameron y Elsie Morison, con la Beecham Choral Society, el Chorus Master: Denis Vaughan, y la Royal Philharmonic Orchestra / Sir Thomas Beecham
- Las estaciones, de Haydn: con Elsie Morison y Michael Langdon, con la Beecham Choral Society / Sir Thomas Beecham Somm 2 CD
- Requiem, de Verdi: con Martina Arroyo, Carol Smith y Martti Talvela, con el NOS Chorus y la Residentie Orkest / dir. Willem van Otterloo. CD / Claves